# SMS Prinz Eugen (1877)
Pour les autres navires du même nom, voir SMS Prinz Eugen.
Le SMS Prinz Eugen, deuxième du nom, était un navire cuirassé construit pour la marine austro-hongroise dans les années 1870, le troisième de la classe Ersatz Kaiser Max de type navire à batterie centrale.

## Conception
Le navire était censé être le même navire qui avait été posé en 1861 et avait simplement été reconstruit. En réalité, le chef de la marine austro-hongroise n'a pas pu obtenir de financement pour de nouveaux navires, mais les projets de reconstruction n'étaient pas controversés, il a donc "reconstruit" les trois premiers cuirassés de classe Kaiser Max. Seuls les moteurs et les parties de la plaque de blindage ont été réutilisés dans le nouveau Prinz Eugen, qui a été posé en octobre 1874, lancé en septembre 1877 et mis en service en novembre 1878,.
Le navire a passé de longues périodes hors service, en partie à cause de budgets navals réduits qui ont empêché une utilisation active. En 1880, il participe à une démonstration navale internationale contre l'Empire ottoman, et il se rend en Espagne en 1888 pour l'Exposition universelle de Barcelone de 1888. Prinz Eugen a été frappé en 1904 et converti en navire de réparation en 1906-190. Il a été renommé Vulkan et a servi à ce titre pendant la Première Guerre mondiale ; après la guerre, il a été saisi par l'Italie mais a été attribuée à la Yougoslavie dans les négociations de paix d'après-guerre. L'Italie a cependant refusé de remettre le navire et son sort ultime est inconnu,.

## Description
Comme il était courant pour les cuirassés de l'époque, il avait un éperon prononcé en proue.
Son système de propulsion se composait d'un moteur à vapeur marin à expansion unique qui entraînait une hélice unique. Le nombre et le type de ses chaudières au charbon n'ont pas survécu, mais elles étaient ventilées par un seul entonnoir placé légèrement en avant du milieu du navire. Son moteur a produit une vitesse de pointe de 13,28 nœuds (24,59 km/h) à partir de 2755 chevaux indiqués (2054 kW). Le navire était équipé d'un gréement de trois-mâts barque pour compléter les machines à vapeur.
Le Prinz Eugen était un navire à casemate, et il était armé d'une batterie principale de huit canons de 210 mm (8,3 pouces) de calibre 20 fabriqués par Krupp, montés dans une casemate centrale, quatre de chaque côté. Il transportait également quatre canons de 90 mm (3,5 po), deux de 70 mm (2,8 po) , six canons à tir rapide de 47 mm (1,9 in), trois canons revolver Hotchkiss de 47 mm (1,9 po) et deux canons de 25 mm (0,98 po). Le Prinz Eugen avait également quatre tubes lance-torpilles de 35 cm (13,8 po), un à la proue, un à la poupe et un de chaque côté.
Le blindage du navire consistait en une ceinture blindée de 203 mm (8 po) d'épaisseur et coiffée de cloisons transversales de 115 mm (4,5 po) d'épaisseur à chaque extrémité de la citadelle. La batterie de la casemate était protégée par des plaques de 125 mm (4,9 po) d'épaisseur.